# Воскресенки (Медынский район)
Воскресенки— деревня в Медынском районе Калужской области Российской Федерации. Входит в сельское поселение «Село Кременское».

## Физико-географическое положение
Ближайшие населённые пункты: Громыкино, Фёдоровка и Кременское.
Стоит на безымянной притоке реки Дынка.

## Этимология
Воскресенки — упрощённое «деревенское»  название бывшего села Воскресенское,  в честь утраченной церкви и церковного праздника Воскресения Христова.

## Население
| 2002 | 2010 |
| ---- | ---- |
| 11   | ↘5   |

## История
В 1782 году Воскресенки — деревня по обе стороны безымянного оврага вместе с селом Кременское во владении Коллегии экономии, прежде — Николо-Угрешского монастыря.
По данным на 1859 год казённая деревня Воскресенка состояла из 16 дворов, в которых проживало 88 человек. После реформы 1861 года деревня вошла в состав Кременской волости Медынского уезда. В 1892 году в ней насчитывалось 127, в 1912 — 168 жителей.